# Campionati mondiali di sollevamento pesi 2017 - +105 kg maschile
Le gare di sollevamento pesi della categoria oltre i 105 kg maschile — pesi supermassimi — dei campionati mondiali del 2017 si sono svolte il 5 dicembre 2017 ad Anaheim presso l'Anaheim Convention Center Arena.

## Programma
L'orario indicato corrisponde a quello californiano (UTC–08:00)
| Data            | Orario | Evento   |
| --------------- | ------ | -------- |
| 5 dicembre 2017 | 10:55  | Gruppo B |
| 5 dicembre 2017 | 17:25  | Gruppo A |

## Medagliati
Per ciascun esercizio, i primi tre classificati sono i seguenti:
| Esercizio | Oro               | Oro    | Argento           | Argento | Bronzo            | Bronzo |
| --------- | ----------------- | ------ | ----------------- | ------- | ----------------- | ------ |
| Strappo   | Lasha T'alakhadze | 220 kg | Behdad Salimi     | 211 kg  | Saeid Alihosseini | 203 kg |
| Slancio   | Lasha T'alakhadze | 257 kg | Mart Seim         | 253 kg  | Saeid Alihosseini | 251 kg |
| Totale    | Lasha T'alakhadze | 477 kg | Saeid Alihosseini | 454 kg  | Behdad Salimi     | 453 kg |

## Record
Prima di questa competizione, i record mondiali esistenti erano i seguenti:
| Record mondiale | Strappo | Lasha T'alakhadze | 217 kg | Spalato, Croazia        | 8 aprile 2017  |
| Record mondiale | Slancio | Hossein Rezazadeh | 263 kg | Atene, Grecia           | 25 agosto 2004 |
| Record mondiale | Totale  | Lasha T'alakhadze | 473 kg | Rio de Janeiro, Brasile | 16 agosto 2016 |

## Risultati
| Pos. | Atleta                       | Gr. | Peso atleta | Strappo (kg) | Strappo (kg) | Strappo (kg) | Strappo (kg) | Slancio (kg) | Slancio (kg) | Slancio (kg) | Slancio (kg) | Totale   |
| Pos. | Atleta                       | Gr. | Peso atleta | 1            | 2            | 3            | Pos.         | 1            | 2            | 3            | Pos.         | Totale   |
| ---- | ---------------------------- | --- | ----------- | ------------ | ------------ | ------------ | ------------ | ------------ | ------------ | ------------ | ------------ | -------- |
|      | Lasha T'alakhadze (GEO)      | A   | 166.00      | 210          | 215          | 220          |              | 243          | 250          | 257          |              | 477      |
|      | Saeid Alihosseini (IRN)      | A   | 169.31      | 203          | 203          | 203          |              | 236          | 243          | 251          |              | 454      |
|      | Behdad Salimi (IRN)          | A   | 173.68      | 205          | 211          | 216          |              | 241          | 242          | 252          | 5            | 453      |
| 4    | Rustam Djangabaev (UZB)      | A   | 150.34      | 195          | 200          | 204          | 5            | 240          | 247          | 252          | 4            | 447      |
| 5    | Mart Seim (EST)              | A   | 158.36      | 185          | 191          | 195          | 7            | 245          | 251          | 253          |              | 444      |
| 6    | Fernando Reis (BRA)          | A   | 152.33      | 192          | 200          | 204          | 4            | 240          | 247          | 248          | 6            | 440      |
| 7    | Jiří Orság (CZE)             | A   | 131.37      | 185          | 185          | 190          | 10           | 237          | 244          | 246          | 7            | 422      |
| 8    | Walid Bidani (ALG)           | A   | 137.67      | 185          | 191          | 195          | 6            | 215          | 217          | 225          | 10           | 420      |
| 9    | Hojamuhammet Toýçyýew (TKM)  | A   | 143.97      | 180          | 184          | 184          | 11           | 225          | 231          | 237          | 8            | 415      |
| 10   | Péter Nagy (HUN)             | A   | 156.60      | 183          | 188          | 192          | 9            | 219          | 226          | 233          | 9            | 414      |
| 11   | Alexej Prochorow (GER)       | B   | 137.54      | 180          | 185          | 190          | 8            | 207          | 216          | 225          | 13           | 406      |
| 12   | Kamil Kučera (CZE)           | B   | 144.37      | 175          | 175          | 180          | 12           | 220          | 226          | 226          | 12           | 395      |
| 13   | Gurdeep Singh (IND)          | B   | 147.40      | 165          | 172          | 175          | 13           | 207          | 212          | 216          | 14           | 388      |
| 14   | David Liti (NZL)             | B   | 164.27      | 160          | 166          | 171          | 14           | 218          | 222          | 222          | 11           | 388      |
| 15   | Tamaš Kajdoči (SRB)          | B   | 141.92      | 165          | 170          | 170          | 16           | 210          | 210          | 215          | 15           | 380      |
| 16   | Anthony Coullet (FRA)        | B   | 143.44      | 151          | 156          | 161          | 18           | 204          | 209          | 214          | 16           | 370      |
| 17   | Igor Olshanetskyi (ISR)      | B   | 132.44      | 161          | 167          | 170          | 17           | 204          | 209          | —            | 17           | 365      |
| 18   | David Litvinov (ISR)         | B   | 119.22      | 160          | 166          | 172          | 15           | 190          | 190          | 203          | 18           | 356      |
| 19   | Deivydas Jucius (LTU)        | B   | 134.91      | 151          | 156          | 160          | 19           | 180          | 185          | 190          | 19           | 341      |
| —    | Teemu Roininen (FIN)         | B   | 143.04      | 151          | 156          | 156          | 20           | 195          | 196          | 196          | —            | —        |
| —    | Raul Enrique Manriquez (MEX) | B   | ritirato    | ritirato     | ritirato     | ritirato     | ritirato     | ritirato     | ritirato     | ritirato     | ritirato     | ritirato |